# ルドルフ・バウアー
ルドルフ・バウアー（Rudolf Bauer、1889年2月11日 - 1953年11月28日）は、ドイツの画家である。ドイツ表現主義の画家グループ、「Der Sturm」のメンバーの一人である。

## 略歴
現在のポーランド中部のクヤヴィ＝ポモージェ県の村で生まれた。若い時期に家族とベルリンに移った。ベルリンの王立美術アカデミーに入学した。さまざまな雑誌や新聞にイラストや風刺画を描いて生活費を得て絵を修行し、1912年から抽象的なスタイルの作品を描くようになった。
ドイツ前衛芸術の雑誌、「Der Sturm」を創刊したばかりのヘルヴァルト・ヴァルデンと1912年に知り合い、1921年まで「Der Sturm」の活動に参加し、1917年に個展を開き、1919年と1920年にグループ展に参加し、ワシリー・カンディンスキー、マルク・シャガール、パウル・クレー、オットー・ネーベルといった画家たちと活動した。
1917年にプロイセンの貴族の娘で画家のヒラ・フォン・レバイ（Hilla von Rebay: 1890–1967）と知り合い、1918年にダダイスムの画家のグループ「グループ11月」（Novembergruppe）の創立メンバーとなり、1920年には「Der Krater」という美術家グループのメンバーになった。1919年にヒラ・フォン・レバイと共同のスタジオを設立したがレバイの家族はバウアーとの関係に反対し、レバイはイタリアに移り、関係は疎遠になった。
1920年にはマルセル・デュシャンやマン・レイとともに、ニューヨークに美術家集団「Société Anonyme Inc.」を設立した、現代美術の収集家、パトロンであるキャサリン・ソフィ・ドライアがベルリンを訪れ、バウアーの作品を何点か購入した。
1927年にヒラ・フォン・レバイはアメリカに渡っていて、友人となっていた鉱山の経営者で美術品蒐集家のソロモン・R・グッゲンハイムにカンディンスキーやバウアーの作品を紹介し、1930年にグッゲンハイムはリベイとともにドイツを訪れ、バウアーらの作品を購入した。グッゲンハイムのコレクションはサウスカロライナ州の美術館で初めて展示され、シカゴでも展示され、バウアーも展覧会のオープニングのためにアメリカを訪れた。
1937年にナチスの「退廃芸術」のキャンペーンによってバウアーの作品は美術館から押収され、廃却された。1938年にドイツに帰国すると、海外の「ユダヤ人」であるグッゲンハイムに絵画を売った収益で美術品を購入した嫌疑でゲシュタポに逮捕され、数か月拘留され、釈放された。1939年7月にアメリカに出国した。
アメリカではニューヨークでしばらく過ごした後、ニュージャージー州モンマス郡ディールのグッゲンハイムの邸で暮らした。グッゲンハイムと契約を結び、作品を制作し、グッゲンハイムの財団から報酬を受け取った。
1949年、ソロモン・グッゲンハイムが死去すると、財団の方針は変化し、財団のキューレーターであったヒラ・フォン・レバイは辞任を求められた。抽象画は展示されなくなった。
1953年にルドルフ・バウアーはモンマス郡ディールで癌で亡くなった。

## 作品

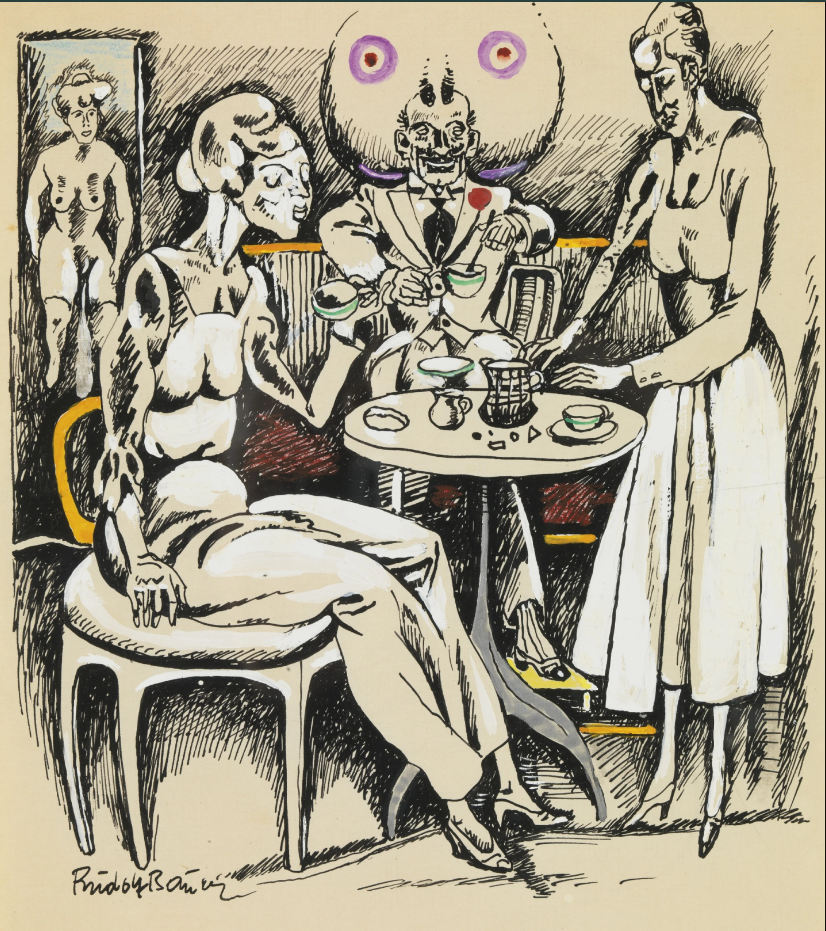
"In Damengesellschaft"
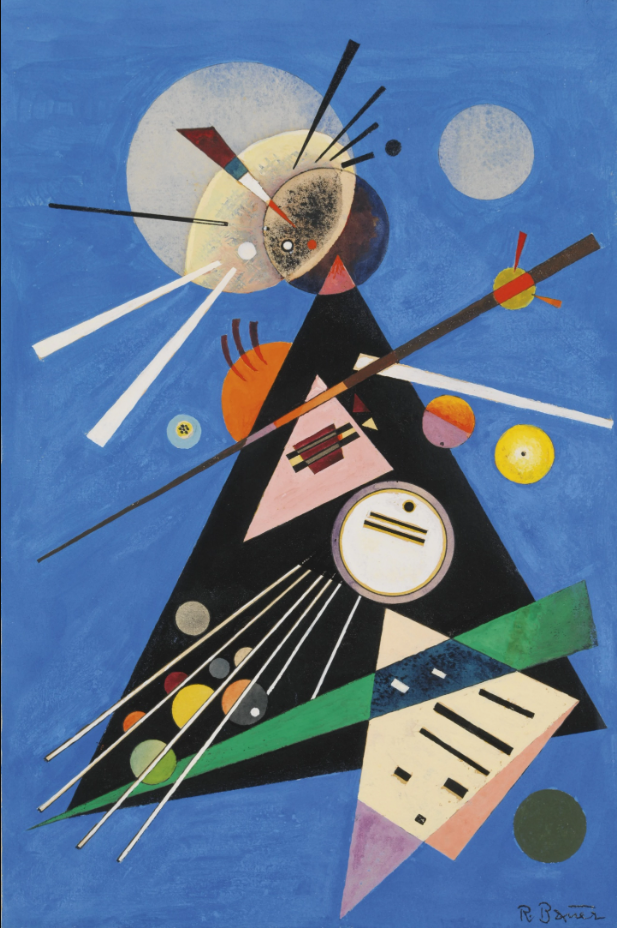
無題
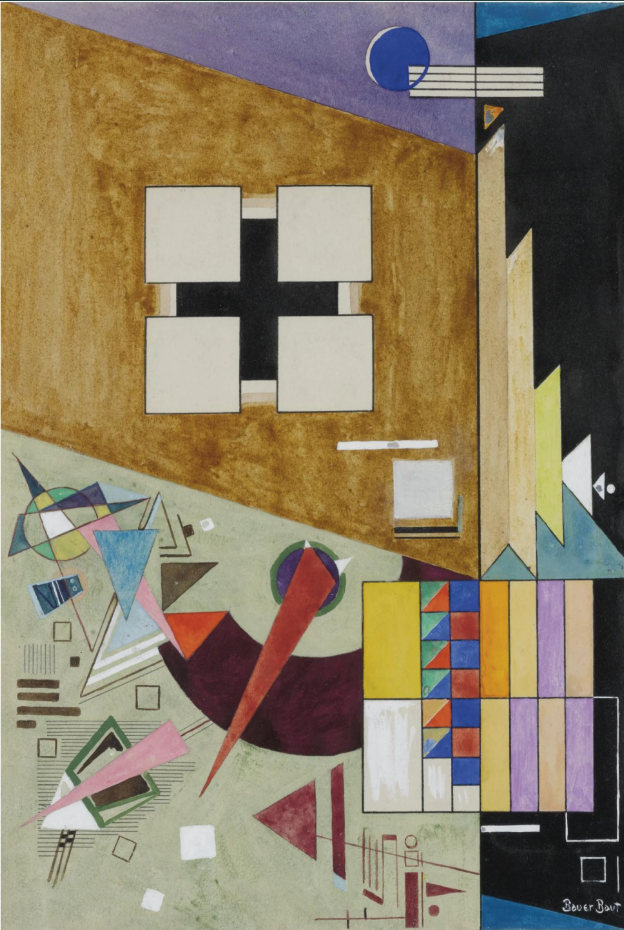
"Two Counterpoints"(1926)
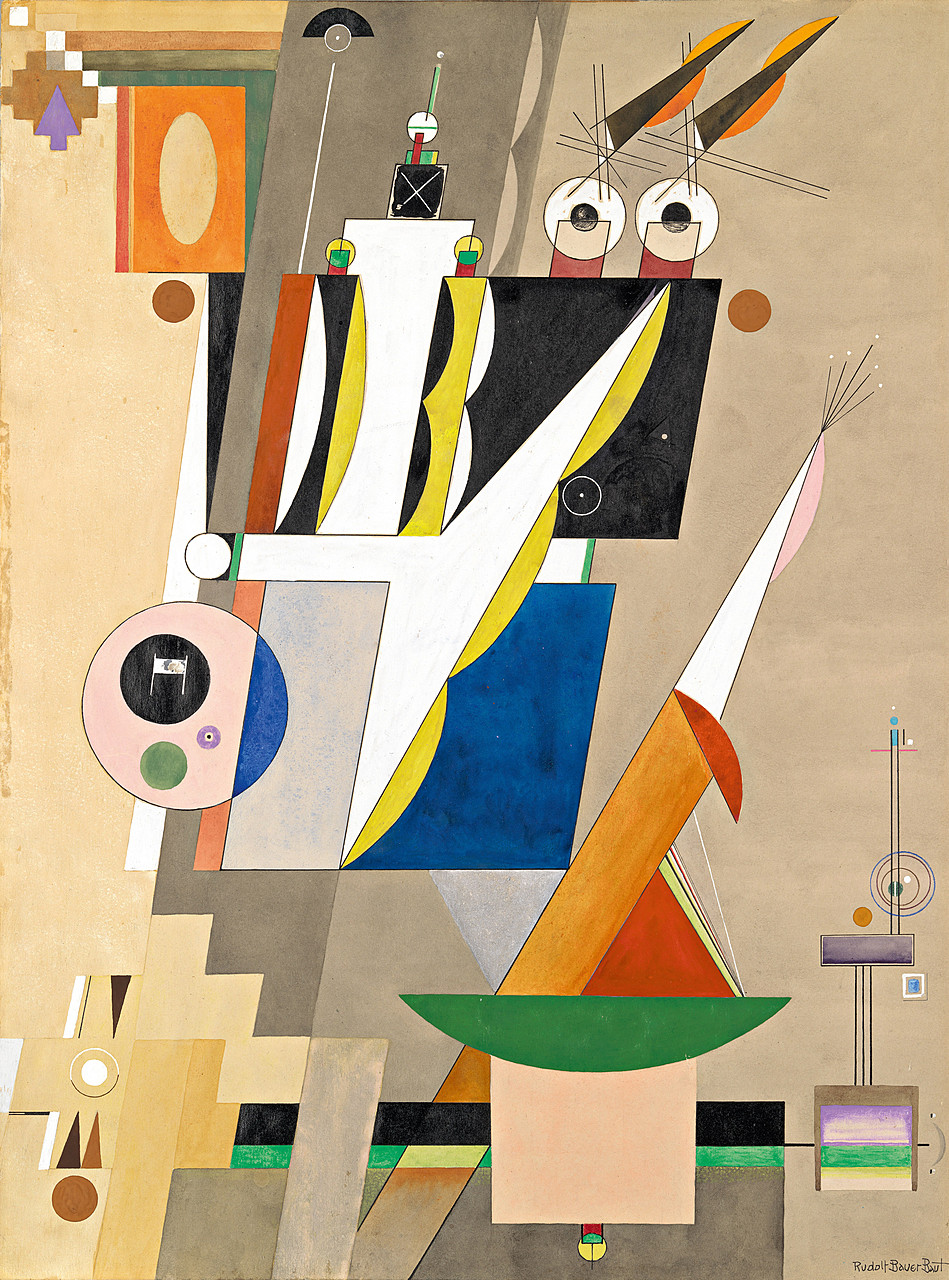
"Great Fugue"(1929) ソロモン・R・グッゲンハイム美術館